# Kahnsdorf (Vetschau/Spreewald)
Kahnsdorf , niedersorbisch Wóškalawa, war ein Ort im Süden Brandenburgs. Der Ort wurde 1987 vollständig abgebrochen und die 120 Einwohner umgesiedelt.

Messtischblatt 1919 Ausschnitt

## Geschichte
Zum ersten Mal wurde Kahnsdorf 1503 erwähnt. Es hat die Form eines Straßendorfes und lag an der mittelalterlichen Handelsstraße von Magdeburg nach Schlesien. Nachweislich gehörte es zu dieser Zeit bereits zur Herrschaft Lübbenau. 1793 gab es in Kahnsdorf neben dem Vorwerk der Standesherrschaft Lübbenau noch 20 Gehöfte, eine Windmühle und eine Schäferei. Das Dorf wurde im Jahr 1893 durch einen Großbrand fast völlig zerstört und damit auch die alte bäuerliche Bausubstanz. Vor dem Abriss durch den Braunkohlenbergbau gab es einige große Bauernhöfe mit der für die zweite Hälfte des 19. Jahrhunderts typischen Backsteinbauweise.
Im Jahr 1880 stellte Arnošt Muka im Rahmen seiner Studien fest, dass alle Einwohner des Dorfes die sorbische Sprache verstanden und sprachen. Etwa 80 Jahre später ergaben die Untersuchungen von Ernst Tschernik (1956), dass nur noch drei Personen im Dorf sorbische Sprachkenntnisse hatten.
Nach dem Beschluss  des Kohle- und Energieprogramm der DDR-Regierung den Tagebau Seese-Ost aufzuschließen, mussten 1987 die letzten Einwohner Kahnsdorf verlassen. Das Dorf wurde vollständig überbaggert und die verbliebenen Flächen der Gemeinde gingen auf Raddusch über. Der Restsee Kahnsdorfer See liegt nördlich der ursprünglichen Ortslage und südöstlich befindet sich
die Slawenburg Raddusch.